# Yasmine Belkaid
Yasmine Belkaid (também Belkaïd; 1968) é uma imunologista argeliana, que trabalha no Instituto Nacional de Alergia e Doenças Infecciosas (NIAID) e na Universidade da Pensilvânia.

## Formação e carreira
Yasmine Belkaid é filha do ex-Ministro do Ensino Superior da Argélia, Aboubakr Belkaïd, morto em um ataque terrorista em 1995. Em 1989 obteve um bacharelado em bioquímica na Universidade de Ciência e Tecnologia Houari-Boumediene, onde também obteve um mestrado em 1990. Em 1991 obteve um Diplôme d’études approfondies na Universidade Paris-Sul e também no Instituto Pasteur e em 1996 um doutorado em imunologia. No pós-doutorado trabalhou no NIAID. Em 2002 recebeu seu primeiro cargo de professora na Children’s Hospital Research Foundation em Cincinnati (Universidade de Cincinnati). Desde 2005 voltou para o NIAID e desde 2008 também leciona (professora adjunta) na Universidade da Pensilvânia.
De acordo com a base de dados Scopus, Belkaid tem um índice h de 88, de acordo com o Google Scholar um de 99 (situação em dezembro de 2021).

## Prêmios e condecorações
- 2013 Medalha de Ouro da International Union of Biochemistry and Molecular Biology
- 2016 Prix Sanofi International Mid-Career[2]
- 2016 Membro da American Academy of Microbiology da American Society for Microbiology[6]
- 2017 Prêmio Emil von Behring da Universidade de Marburgo[1][7]
- 2017 Membro da Academia Nacional de Ciências dos Estados Unidos[8]
- 2018 Membro da Academia Nacional de Medicina dos Estados Unidos[9]
- 2019 Prêmio Lurie de Ciências Biomédicas
- 2020 Membro da Academia de Artes e Ciências dos Estados Unidos
- 2021 Membro da Organização Europeia de Biologia Molecular
- 2021 Prêmio Robert Koch